# Ваксели
Ваксели — русский дворянский род.
Шведский уроженец Свен Ваксель, поступив в 1724 году на службу в русский флот участвовал во 2-й Камчатской экспедиции; дослужился в 1755 году до чина капитана 1-го ранга. Его сыновья, Лаврентий (капитан Флота генерал-майорского ранга), Савелий (†1781; подполковник, в должности коллежского советника в Адмиралтействе) и Василий (подполковник, первый член Смоленской межевой конторы; получил чин действительного статского советника), были жалованы Императрицей Екатериной II  29 ноября (10 декабря) 1778 года дипломом на потомственное дворянское достоинство. Копия с родового герба была выдана майору Павлу Васильевичу Вакселю 16 ноября 1801 года и предоставлена им при прошении о внесении в дворянскую родословную книгу Московской губернии.

## Описание герба
Щит разделён горизонтально на две части; из коих в верхней в голубом поле восьмиугольная Звезда серебряная, и внизу оной протекает Река; в нижней части в серебряном поле Якорь железный, имеющий анкершток из чёрного дуба, с кольцом железным.
Щит увенчан дворянскими шлемом и короной. Нашлемник: пять страусовых перьев с серебряной звездой посередине. Намёт на щите голубой, подложенный золотом. Герб Вакселей внесён в Часть 1 Общего гербовника дворянских родов Всероссийской империи, стр. 111.